# Roger Desmet
Roger Desmet (Waregem, 2 maart 1920 – aldaar, 22 mei 1987) was een Belgisch wielrenner. Hij was de broer van Armand Desmet.

## Palmares
1943
- GP Marice Depauw

1945
- Waregem
- GP Briek Schotte

1946
- Beveren-Leie
- Waregem

1948
- GP Dr. Eugeen Roggeman - Stekene

1949
- 2e etappe Dwars door Vlaanderen
- Omloop van het Houtland

1950
- 1e etappe Roubaix-Huy

1952
- Wielercriterium van Roeselare

1953
- Vichte
- Aartrijke
- Koksijde
- Maldegem
- Oedelem
- Wervik
- Zingem

1954
- Nederbrakel

## Resultaten in voornaamste wedstrijden
| Jaar | Ronde van Italië | Ronde van Frankrijk | Ronde van Spanje |
| ---- | ---------------- | ------------------- | ---------------- |
| 1945 |                  |                     |                  |
| 1946 |                  |                     |                  |
| 1947 | opgave           |                     |                  |
| 1948 |                  |                     |                  |
| 1949 |                  |                     |                  |
| 1950 |                  |                     |                  |
| 1951 |                  |                     |                  |
| 1952 |                  |                     |                  |
| 1953 |                  |                     |                  |
| 1954 |                  |                     |                  |

| Jaar | Gent-Wevelgem | Ronde van Vlaanderen | Parijs-Roubaix | Luik-Bast.‑Luik | Ronde van Lombardije | Parijs-Brussel | Waalse Pijl | Dwars door Vlaanderen |
| ---- | ------------- | -------------------- | -------------- | --------------- | -------------------- | -------------- | ----------- | --------------------- |
| 1945 | 16e           | 22e                  |                |                 |                      |                |             |                       |
| 1946 |               | 29e                  |                |                 |                      |                | 6e          |                       |
| 1947 |               | ↑                    |                | 20e             |                      | 16e            |             |                       |
| 1948 |               | 21e                  | 28e            |                 | 66e                  |                |             | ↑                     |
| 1949 | 22e           |                      |                |                 |                      |                |             |                       |
| 1950 | 10e           |                      |                |                 |                      | 85e            |             |                       |
| 1951 |               |                      |                |                 |                      | 17e            |             |                       |
| 1952 | 32e           | 20e                  |                |                 |                      |                |             |                       |
| 1953 |               |                      |                |                 | 55e                  |                |             |                       |
| 1954 |               |                      |                |                 |                      |                | 51e         |                       |